# Silvia Maciá
Silvia Maciá (Miami, 1972) es una bióloga marina estadounidense, profesora de biología en la Universidad de Barry en Miami Shores, Florida. Ha enseñado biología marina, oceanografía, ecosistemas marinos tropicales, ecología, ciencias ambientales, y botánica.
En 1999, realizó la defensa de la tesis: The effects of sea urchin grazing and drift algal blooms on a subtropical seagrass bed community (Los efectos del pastoreo de erizo de mar y la proliferación de algas en una comunidad subtropical de algas marinas).
Sus intereses de búsqueda incluyen comportamiento de apareamiento de peces aguja o peces pipa, ecología comunitaria de pradera marina, apacentamiento en arrecife de coral, restauración de pradera marina. Sus investigaciones implican tanto laboratorio como trabajo de campo.
Silvia es quizás más conocido por su descubrimiento de que el calamar de arrecife del Caribe (Sepioteuthis sepioidea) puede volar. Ella y su marido, el biólogo Michael Robinson navegaban en la costa norte de Jamaica cuando vieron algo volar fuera del agua. Al principio pensaron que eran peces voladores pero después de mirar por unos segundos, se dieron cuenta de que eran calamares.

## Obra

### Artículos de revista
- Maciá, S, MP Robinson (2012)  Reproductive pattern in the caridean shrimp Gnathophylloides mineri Schmitt (Gnathophyllidae), a symbiont of sea urchins. J. Crustacean Biol. 32: 727-732.

- Maciá, S, MP Robinson (2009)  Why be cryptic? Choice of host urchin is not based on camouflage in the caridean shrimp Gnathophylloides mineri. Acta Ethologica 12:105-113.

- Maciá, S. and MP Robinson (2009)  Growth rates of the tropical sea urchins Tripneustes ventricosus and Lytechinus variegatus based on natural recruitment events. Carib. J. Sci. 45(1): 64-68

- Maciá, S, MP Robinson (2008)  Habitat-dependent growth in a Caribbean sea urchin Tripneustes ventricosus: the importance of food type.  Helgoland Mar. Res. 62(4): 303-308.

- Maciá, S, MP Robinson, A Nalevanko (2007)  Experimental dispersal of recovering Diadema antillarum increases grazing intensity and reduces macroalgal abundance on a coral reef. Mar. Ecol. Prog. Ser. 348: 173-182.

- Maciá, S, MP Robinson (2005)  Effects of habitat heterogeneity in seagrass beds on grazing patterns of parrotfishes. Mar. Ecol. Prog. Ser. 303: 113-121.

- Maciá, S, MP Robinson, P Craze, R Dalton, and JD Thomas (2004)  New observations on airborne jet propulsion (flight) in squid with a review of previous reports.  J. Molluscan Studies 70(3): 309-311.

- Prince, JS, WG LeBlanc, and S Maciá (2004)  Design and analysis of multiple choice feeding preference data. Oecologia 138(1): 1-4.

- Lirman, D. B Orlando, S Maciá, D Manzello, L Kaufman, P Biber and T Jones (2003)  Coral communities of Biscayne Bay, Florida and adjacent offshore areas: Diversity, abundance, distribution, and environmental correlates.  Aq. Conserv. 13: 121-135.

- Irlandi, E, B Orlando, S Maciá, P Biber, T Jones, L Kaufman, D Lirman, and E Patterson (2002)  The influence of freshwater runoff on biomass, morphometrics, and production of Thalassia testudinum. Aq. Bot. 72(1): 67-78.

- Maciá, S (2000)  The role of sea urchin grazing and drift algal blooms in the community ecology of a subtropical seagrass bed.  J. Exp. Mar. Biol. Ecol. 246: 53-67.

- Maciá, S and D Lirman (1999)  Destruction of Florida Bay seagrasses by a grazing front of sea urchins.  Bull. Mar. Sci. 65: 593-601.